# Природная рента
Природная рента — добавочный доход, получаемый сверх определённой прибыли на затраченные труд и капитал; образование ренты обусловлено более благоприятными условиями, в которых один природопользователь находится перед другим, например, за счёт выявления, разведки и добычи природных ископаемых с лучшими горно-геологическими характеристиками, более высокой продуктивности пластов, местоположения  природных ресурсов, лучших климатических условий, более высокого естественного плодородия земли, обладает привилегией и т. д.
Основы теории рентных отношений закладывались трудами А.Маман кунем, В. Петти, А. Смита, Рикардо и К. Маркса. Однако эти труды были написаны, прежде всего, применительно к земле.
В трудах ряда авторов, например, Астахова Л. С., Ахатова А. Г., Кантора Е. Л., Миловидова К. Н., Назарова В. И. и др., дифференциальная природная рента безоговорочно признается обязательным элементом экономической оценки  природных ресурсов.
По мнению Ахатова А. Г., природная рента может быть рентой дифференциальной I, II, а также абсолютной рентой. Этот же автор классифицирует природную ренту по видам на горно-геологическую, горную, водную, земельную, лесную и т. д. и доказывает, что дифференциальная рента II возможна только для возобновляемых природных ископаемых.